# Мерла (Изер)
Мерла (фр. Merlas) — коммуна во Франции, находится в регионе Рона — Альпы. Департамент коммуны — Изер. Входит в состав кантона Шартрёз-Гье. Округ коммуны — Ла-Тур-дю-Пен.
Код INSEE коммуны — 38228. Население коммуны на 2006 год составляло 463 человека. Населённый пункт находится на высоте от 400 до 925 метров над уровнем моря. Муниципалитет расположен на расстоянии около 460 км юго-восточнее Парижа, 75 км юго-восточнее Лиона, 30 км севернее Гренобля. Мэр коммуны — M. Bernard Gros-Balthazard, мандат действует на протяжении 2008—2014 гг.
Динамика населения (INSEE):